# أندرو تيت
أندرو تيت (بالإنجليزية: Andrew Tate) هو ملاكم كيك بوكسينغ أمريكي بريطاني،  وشخصية إنترنت. بدأ تيت بتقديم دورات تدريبية وعضويات مدفوعة من خلال موقعه على الإنترنت بعد مسيرته المهنية في الكيك بوكسينغ، ثم اشتهر لاحقًا على أنه مؤثر على الإنترنت. حُظِر أندرو تيت من أغلب وسائل التواصل الاجتماعي مثل يوتيوب وفيسبوك وإنستغرام بسبب ادعاءات بكراهيته للأجندة النسوية من معارضيه، وهو الأمر الذي أنكره شخصياً. أعلن إسلامه في أكتوبر 2022. اُعتقل في 29 ديسمبر 2022 هو وشقيقه تريستان في رومانيا مع امرأتين من قبل السلطات في رومانيا على خلفية اتهامات بالاتجار بالبشر وتشكيل وحدة جريمة منظمة، وأدعت الشرطة الرومانية أن الأربعة "أرغموا الضحايا" على إنشاء مواد إباحية مدفوعة الأجر على الإنترنت. في 31 مارس 2023، أُطلق سراح الأربعة ووضعوا تحت الإقامة الجبرية مع استمرار التحقيق الذي بدأ مُنذ اعتقالهم، بقي في السجن لمدة ثلاث أشهر إلى أن خرج، تزامن ذلك مع شهر رمضان 1444 هـ. في 20 يونيو، وجهت إليهم تُهم بالاغتصاب والاتجار بالبشر وتشكيل جماعة إجرامية منظمة لاستغلال النساء جنسيًا، نفى تيت ارتكاب أي مخالفات.

## نشأته
وُلِد إيموري أندرو تيت في الأول من ديسمبر عام 1986، في المركز الطبي العسكري في واشنطن العاصمة، وهو مختلط العرق؛ كان والده الأمريكي الأفريقي، إيموري تيت (1958-2015)، أستاذًا دوليًا في الشطرنج، بينما عملت والدته الإنجليزية البيضاء، إيلين تيت، كمساعدة في تقديم الطعام. لديه أخ أصغر، تريستان، وأخت أصغر، جانين. نشأ في شيكاغو، وغوشن، إنديانا. في عام 1997، بعد طلاق والديه، أخذته والدته وشقيقه إلى لوتن في بيدفوردشير في إنجلترا. تلقى تعليمه في مدرسة هاليارد الثانوية وكلية لوتن السادسة.

## أنشطته

### كيك بوكسينغ
بدأ تيت ممارسة الكيك بوكسينغ وفنون القتال الأخرى في عام 2005، وعمل في صناعة الإعلانات التلفزيونية لدعم نفسه. في نوفمبر 2008، صنفته الرابطة الدولية لرياضة الكيك بوكسينغ كسابع أفضل لاعب كيك بوكسينغ للوزن الخفيف الثقيل في المملكة المتحدة. وفي عام 2009، فاز بأول بطولة له في بطولة بريطانيا لوزن الكروزر في دربي، وفاز بحزام الاتحاد الدولي للكيك بوكسينغ البريطاني وحصل على المرتبة الأولى في قسمه في جميع أنحاء أوروبا. كان لقب تيت في رياضة الكيك بوكسينج هو "الملك كوبرا".
في عام 2011، فاز تيت بأول لقب عالمي له في رابطة الكيك بوكسينغ الرياضية الدولية في مباراة العودة ضد جان لوك بينوا بالضربة القاضية، بعد أن خسر سابقًا أمام بينوا. وفي عام 2012، خسر تيت أمام ساهاك بارباريان. ثم خسر تيت بطولة إنفيوجن أمام فرانسي جرايس. قبل خسارته، كان يحتل المرتبة الثانية بين أفضل لاعبي الكيك بوكسينغ في الوزن الخفيف الثقيل في العالم. وفي عام 2013، فاز تيت بلقبه العالمي الثاني في في مباراة مكونة من 12 جولة ضد فينسينت بيتيتجين، مما جعله بطل العالم في فئتين من الوزن. وفي عام 2014، أصبح بطل العالم أربع مرات، قبل أن يتقاعد بعد 31 قتالًا مسجلاً.

### الأخ الأكبر
اكتسب تيت اهتمامًا واسع النطاق في عام 2016 عندما ظهر في المسلسل التلفزيوني الواقعي البريطاني "الأخ الأكبر" الجزء السابع عشر. أثناء ظهوره في العرض، تعرض للتدقيق بسبب نشره منشورات معادية للمثليين على تويتر. فقام المنتجون بإزالة شخصيته من العرض بعد ستة أيام، حيث قال المنتجون أن السبب في ذلك كان أحداثًا خارج المنزل، وقال تيت أن السبب كان يتعلق بمقطع فيديو يبدو أنه يظهر فيه وهو يضرب امرأة بحزام في العرض. وقال تيت والمرأة إنهما صديقان وأن الأفعال في الفيديو كانت بالتراضي. ذكرت مجلة فايس لاحقًا أن السبب الحقيقي هو أن منتجي العرض كانوا على علم بالتحقيق الجاري من قبل شرطة هيرتفوردشاير معه بتهمة الاغتصاب، والذي أغلق في عام 2019 دون توجيه أي اتهامات له.

### المشاريع عبر الإنترنت
قدم موقع تيت الإلكتروني دورات تدريبية حول تجميع الثروة و"التفاعلات بين الذكور والإناث". وفقًا للموقع، فقد قام أيضًا بإدارة استوديو كاميرا ويب باستخدام صديقاته كموظفات. بدأ تيت وشقيقه أعمال كاميرا الويب، حيث قاما بتوظيف ما يصل إلى 75 عارضة كاميرا ويب، زاعمين أنهما حققا ملايين الدولارات من خلال القيام بذلك. وفقًا لماري مكنمارا، أطلق تيت على نفسه اسم "القواد"، وكتبت صحيفة الغارديان عن انتقاله من لاعب كيك بوكسينغ إلى "قواد كاميرا ويب". اعترف تيت لاحقًا بأن نموذج العمل كان "عملية احتيال كاملة". وفي أغسطس 2023، قُدرت أرباح تلك المشاريع حوالي 5 ملايين دولار أمريكي شهريًا من الاشتراكات.
قام تيت بإدارة جامعة هاسلر، وهي منصة خاصة حيث دفع الأعضاء رسوم عضوية شهرية قدرها 49.99 دولارًا أمريكيًا لتلقي التعليمات حول طرق كسب المال خارج نطاق العمل التقليدي، مثل العملات المشفرة، وكتابة النصوص الإعلانية، والتجارة الإلكترونية. استخدم الموقع برنامج التسويق بالعمولة، حيث حصل الأعضاء على عمولة مقابل تجنيد آخرين إلى المنصة.

### أنشطته بعد أكتوبر 2022
بعد إغلاق جامعة هاسلر، أعاد تيت إطلاق نسخة أخرى برنامج باسم العالم الحقيقي "The Real World" في أكتوبر 2022. يستهدف البرنامج في المقام الأول الشباب الذكور. يشير الأعضاء إلى بعضهم البعض باسم "G" حيث يعتبر تيت "أفضل G". تتمحور المجموعة حول كتاب تيت "41 مبدأً للرجال". وتضمنت الدورة التدريبية الواقعية العملات المشفرة، والتجارة الإلكترونية.
في عام 2023، قامت جوجل وآبل بإزالة التطبيق المرتبط بهذا البرنامج من متاجر التطبيقات الخاصة بهما. وفي يناير 2024، وجد تحليل أجراه مركز مكافحة الكراهية الرقمية أن قناة The Real World الرسمية على يوتيوب حصلت على 450 مليون مشاهدة فيديو، بينما حصلت قناة تابعة لجهة خارجية على ما يقرب من 300 مليون مشاهدة لإعادة نشر محتوى The Real World. وأشار الباحثون إلى أن يوتيوب حقق ما يصل إلى 2.4 مليون جنيه إسترليني من الإيرادات من الإعلانات على هاتين القناتين، رد موقع يوتيوب بوصف التقدير بأنه "غير دقيق ومبالغ فيه إلى حد كبير".
أطلق تيت برنامج أخر يُدعى غرفة الحرب بتكلفة 8000 دولار، ووصفه بأنه "شبكة عالمية تعمل على تحرير الإنسان الحديث من سجن المجتمع"، وذكر أنه يعلم الرجال "التطور البدني والعقلي والعاطفي والروحي والمالي". وصفت هيئة الإذاعة البريطانية البرنامج في أغسطس 2023 بأنه جمعية سرية ذكورية بالكامل. وقال متحدث باسم تيت إن تقرير بي بي سي "لا يقدم اتهامات كاذبة فحسب، بل ويهين المجتمع الضخم الذي يعتبر أندرو تيت قوة إيجابية قادرة على تغيير الحياة".

## حياته الشخصية
في عام 2017 انتقل تيت من المملكة المتحدة إلى رومانيا.، اتهم بالاغتصاب في رومانيا ومن المرجح أن تكون هذه الاتهامات غير صحيحة، دافع تيت عن نفسه وقال أنه يجب على الشرطة الرومانية أن تطلب من النساء اللائي يبلغن عن حالات الاغتصاب "أدلة واضحة" أو مقاطع فيديو من كاميرات المراقبة (CCTV) وصرح قائلًا: "في العالم الغربي ومع حملة أنا أيضاً (MeToo) يمكن لأي امرأة في أي وقت أن تدمر حياة رجل".
نشأ تيت على المعتقد المسيحي، وعندما بلغ أصبح ملحداً، وفي عام 2022 عاد وعرف نفسه على أنه مسيحي مرة أخرى، وقال أنه يتبرع بمبلغ 16,000 جنيه إسترليني في كل شهر للكنيسة الرومانية الأرثوذكسية. في أكتوبر 2022، أعلن تيت في حسابه على جيتر أنه اعتنق الإسلام. انتشر مقطع فيديو لتيت وهو يصلي بمسجد في دبي، بالإمارات العربية المتحدة. كما ظهر في لقاء مع المحاور الإسلامي البريطاني محمد حجاب سرد فيه أسباب اعتناقه الإسلام. بينما يرى البعض أن خطوة إسلامه مجرد خطوة تكتيكية لكسب حلفاء داخل المشهد الأميركي في مواجهة المنظومة الثقافية التي تحاربه.
في 4 مارس 2023، أثناء سجنه في رومانيا، صرح فريق تيت القانوني بعد استشارة طبية في دبي بأنه "لديه بقعة مظلمة في رئته وقد تكون ورم سرطاني" مما أثار شائعات عبر الإنترنت تتعلق بما إذا كان مصابًا بسرطان الرئة. لكن في 5 آذار نفى تيت أنه مصاب بالسرطان بتغريدة على موقع تويتر (إكس حاليا).

## مواقع التواصل الاجتماعي
كانت إحدى القنوات المبكرة على اليوتيوب التي أنشأها أندرو وتريستان تسمى "تيتس الكارهة". اكتسب تيت شهرة واسعة في منتصف عام 2022 وبُحث عنه على جوجل أكثر من كل من دونالد ترامب وكوفيد-19 في يوليو من ذلك العام. وفي أغسطس، ذكرت صحيفة الجارديان أن مقاطع فيديو تيت على تيك توك تمت مشاهدتها 11.6 مليار مرة. وفي ديسمبر 2023، كان لدى تيت أكثر من 8.5 مليون متابع على X (تويتر)، بزيادة قدرها 5 ملايين منذ ديسمبر 2022. اعتبارًا من أغسطس 2024، كان لدى تيت 9.9 مليون متابع على X. وكان ثالث أكثر شخص يُبحث عنه على جوجل في عام 2023، وصُنِّف مقالته على ويكيبيديا ضمن أكثر 25 مقالة زيارةَ على ويكيبيديا باللغة الإنجليزية في عام 2023.
علقت ثلاثة حسابات له على تويتر في أوقات مختلفة. وفي أغسطس 2022، حظر تيت نهائيًا من فيسبوك وإنستغرام، حيث كان لديه 4.8 مليون متابع. وزعمت ميتا أنه انتهك سياستهم بشأن «المنظمات والأفراد الخطرين». وكذلك تيك توك، حيث وصل عدد المشاهدات لمقاطع الفيديو تحت الهاشتاج باسمه 13 مليار مشاهدة، حذف تيك توك حسابه أيضًا بدعوى انتهاكه سياساتهم بشأن «المحتوى الذي يهاجم أو يهدد أو يحرض على العنف أو ينزع الصفة الإنسانية عن فرد أو جماعة». وبعد ذلك بوقت قصير، علق يوتيوب أيضًا قناته بدعوى استخدام خطاب الكراهية ونشر معلومات خاطئة حول فيروس كورونا، كما حذفت قناته على تويتش.
رد تيت على الحظر، قائلا ذلك، أنه تم اجتزاء تعليقاته من سياقها. بعد الحظر، انتقل تيت إلى رامبل، والذي أصبح لفترة وجيزة أفضل تطبيق في متجر التطبيقات، وجيتر. في نوفمبر 2022 أَعيد تفعيل حساب تيت في منصة تويتر بعد استحواذ إيلون ماسك على الشركة.

## آراؤه

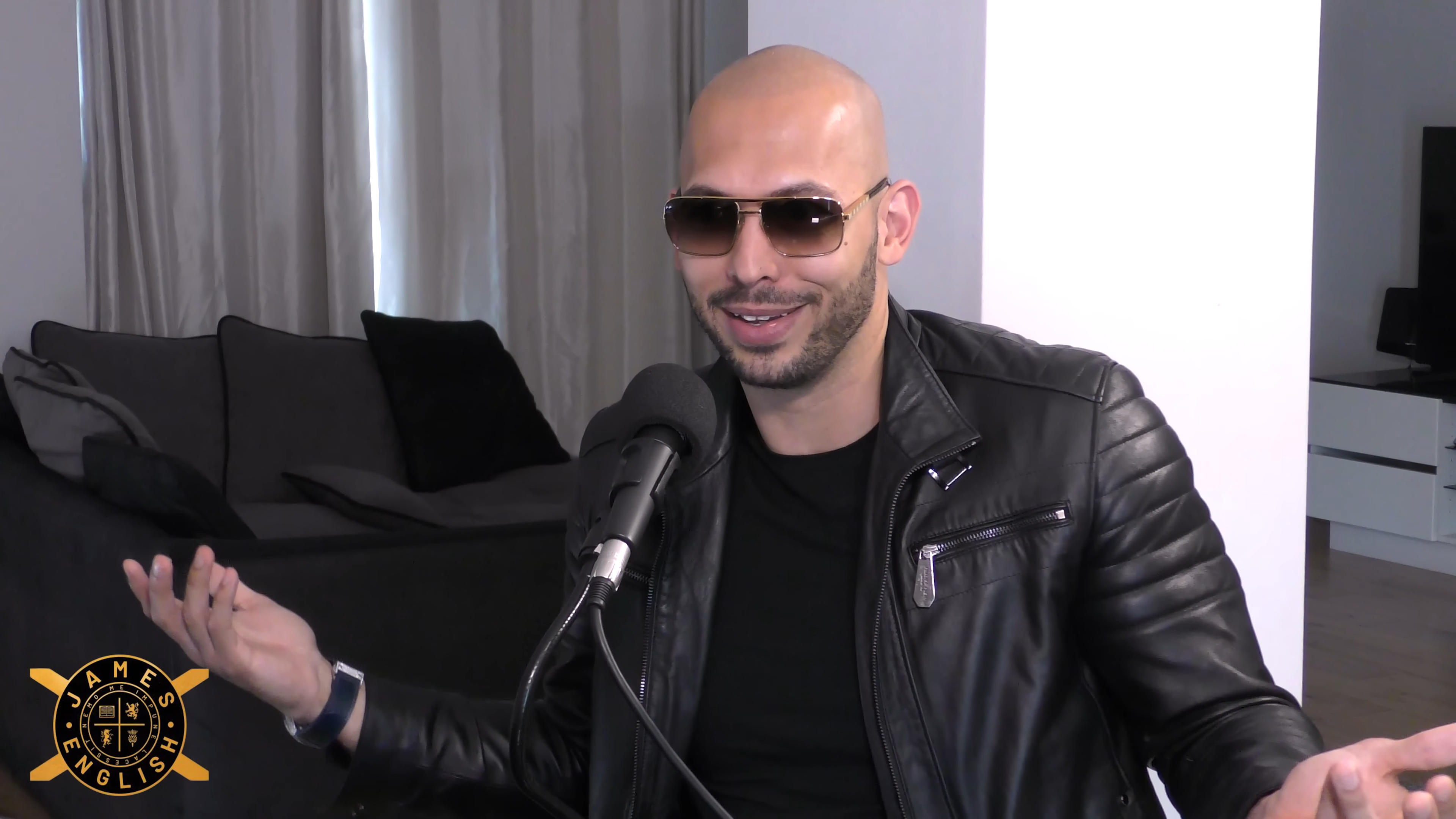
تيت في مقابلة مع جيمس إنجلش، 2021

اشتهر أندرو تيت بآرائه المعادية للإيديولوجية النسوية ومجتمع الميم والداعمة للأيديولوجيا اليمينية الأمريكية، فضلا عن دعمه لدونالد ترامب، ومقاطعه التي يتباهى فيها بعلاقاته النسائية وجسده.
بعد إسلامه، في مقابلة مع بي بي سي في يونيو 2023، قال تيت إنه "يتصرف بناءً على تعليمات الله لفعل الخير" وقال "أدعو إلى العمل الجاد والانضباط. أنا رياضي، وأدعو إلى مكافحة المخدرات، وأدعو إلى الدين، وأدعو إلى عدم تناول الكحول، وأدعو إلى عدم ارتكاب جرائم السكاكين."
في سياق حرب غزة 2023، اتهم تيت إسرائيل بإبادة الفلسطينيين وقال إن الهجوم الذي قادته حماس على إسرائيل في السابع من أكتوبر كان بمثابة "العين بالعين". وردًا على مقتل يحيى السنوار، قال: "لا أستطيع إلا أن أدعو أن أموت موتًا بطوليًا مثل يحيى السنوار". ذكرت مجلة "ماذر جونز" أن تيت روّج أيضًا لنظرية مؤامرة معادية للسامية، قائلًا أنها هي في الحقيقة مجرد مافيا يهودية. وفيما يتعلق بأدولف هتلر، قال تيت: "توقفوا عن البكاء على هراء هتلر" و"إذا كذبوا علينا بشأن غزة وإسرائيل... هل تعتقدون أنهم كذبوا بشأن الحرب العالمية الثانية؟".
وقد تساءل تيت عما إذا كان النازيون هم حقًا "الأشرار" في الحرب العالمية الثانية. وفي يناير 2025، بعد أن قام إيلون ماسك بأداء تحية فسرها الكثيرون على أنها تحية نازية، رد تيت قائلاً: "لقد عدنا".

## وصلات خارجية
- الموقع الرسمي
- اندرو تيت على تويتر
- اندیرو تيت على موقع بوكس ريك (الإنجليزية) (registration required)
- اندیرو تيت على موقع شيردوغ (الإنجليزية)